# Carles Gibert i Tutó
Carles Gibert i Tutó (Barcelona 1737 - Barcelona després de 1816) va ser un impressor i llibreter català.
La seva màxima activitat com a impressor i llibreter se situa a l'últim terç del segle xviii, quan era una de les impremtes més importants barcelonines. Estava vinculat a la Real Compañía de Impresores y Libreros del Reyno.
Va ser protagonista d'iniciatives sovint una mica insòlites, com la que va proposar al Consejo de Castilla de poder reimprimir sense permís previ llibres que ja haguessin estat autoritzats anteriorment pel mateix Consejo. El 1778 va fer construir un molí paperer a Gelida per autoabastir-se. El 1791 va presentar un projecte de millora dels molins paperers del Principat, perquè creia que havien perdut qualitat en la fabricació de paper, i demanava per ell mateix el nomenament de director general de les fàbriques de paper per unificar criteris, i el càrrec de responsable de paper timbrat i del que s'enviava a Amèrica. Buscava la regulació de la fabricació, distribució i comercialització d'un producte, el paper. Però la Junta de Comerç va emetre un dictamen negatiu argumentant que davant de l'experiència que diu que té Gibert "nada acreditan los hechos propios del suplicante, pues habiendo sido encargado de la construcción y manejo de dichas fábricas en ninguna ha podido subsisir por su impericia o por su modo irregular de gobernarlas". Paral·lelament a tot això, té problemes legals amb un altre molí que havia lloga, i que porta a la presó Tomàs Gibert pel gener de 1800. A partir de 1807 i almenys fins al 1816 consta als llibres de contribució com a "pobre de solemnitat".
Pels anuncis al Diario de Barcelona es poden saber alguns dels llibres que tenia a la venda a la seva botiga al carrer de la Llibreteria. El 1796 el Nuevo Catón cristiano... a la llibreria de Carles Gibert i Tutó administrada per Antoni Sastres. Venia també mostres d'escriptura i llibres de moral i d'entreteniment. La seva impremta i llibreria la va administrar Antoni Sastres almenys fins aquell any. El 1802 publica obres de teatre i el 1813 encara publica en francès una Oration funebre de tres excellent prince Louis XVI, roi de France et de Navarre prononcée dans U.R.E.D.G par un pretre françois, bachelier formé en theologie. A Barcelonne: chez Charles Gibert et Tutó.
El CRAI Biblioteca de Fons Antic de la Universitat de Barcelona conserva un centenar d'obres publicades per Gibert, així com diversos exemples de les seves marques d'impressor, que el van identificar al llarg de la seva trajectòria professional.